# Takeshi Inoue
Takeshi Inoue, född 30 september 1928 i Japan, död 5 april 1992, var en japansk fotbollsspelare.